# Anti-protists
 Anti-protists  o  antiprotista  es refereix a un agent antiparasitari i antiinfecciós que és actiu contra els protists. Malauradament per raó del llarg ús arrelat del terme antiprotozoari, els dos termes es confonen, quan de fet els protists són una supercategoria. Per tant, hi ha protists que no són protozous.